# O Bem-Amado
O Bem-Amado è una telenovela brasiliana in 178 episodi, prodotta da Rede Globo, che l'ha mandata in onda per la prima volta nel 1973.  
Scritta da Dias Gomes e diretta da Régis Cardoso, è la prima telenovela brasiliana a colori ed è anche stata la prima a essere esportata (ma risulta inedita in Italia). Ne vennero ricavati un lungometraggio e un telefilm.  